# Ficus religiosa
Ficus religiosa, conhecida popularmente como figueira-dos-pagodes ou pimpol, é uma árvore ornamental originária da Índia.

## Descrição
Suas flores possuem cinco sépalas. Os frutos são axilares e roxo-escuros quando maduros. Possui numerosas raízes adventícias que se enrolam no caule. A madeira é branco-rósea ou acinzentada, própria para marcenaria.

## Importância religiosa
A espécie é considerada sagrada no budismo e no hinduísmo, pois, segundo a tradição, Sidarta Gautama, o Buda, teria atingido o despertar espiritual enquanto meditava sentado debaixo de um exemplar da espécie.